# سد تیبی
سد تیبی (به اسپانیایی: Embalse de Tibi) یک مخزن سد در اسپانیا است که در تیبی واقع شده‌است.